# Tabea Medert
Tabea Medert (1994) es una deportista alemana que compite en piragüismo en la modalidad de aguas tranquilas.
Ganó cuatro medallas de plata en el Campeonato Mundial de Piragüismo, en los años 2017 y 2019, y dos medallas de bronce en el Campeonato Europeo de Piragüismo de 2017.

## Palmarés internacional
| Campeonato Mundial | Campeonato Mundial       | Campeonato Mundial | Campeonato Mundial |
| Año                | Lugar                    | Medalla            | Competición        |
| ------------------ | ------------------------ | ------------------ | ------------------ |
| 2017               | Račice (República Checa) | Medalla de plata   | K2 1000 m          |
| 2017               | Račice (República Checa) | Medalla de plata   | K1 5000 m          |
| 2019               | Szeged (Hungría)         | Medalla de plata   | K2 1000 m          |
| 2019               | Szeged (Hungría)         | Medalla de plata   | K1 5000 m          |
| Campeonato Europeo |                          |                    |                    |
| Año                | Lugar                    | Medalla            | Competición        |
| 2017               | Plovdiv (Bulgaria)       | Medalla de bronce  | K2 1000 m          |
| 2017               | Plovdiv (Bulgaria)       | Medalla de bronce  | K1 5000 m          |